# Chris Boswell
Christopher "Chris" Lynn Boswell (nascido em 16 de março de 1991) é um jogador de futebol americano que joga como kicker no Pittsburgh Steelers da National Football League (NFL). Ele foi contratado pelo Houston Texans em 2014 como um agente livre não-draftado e também passou algum tempo com o New York Giants. Ele jogou futebol americano universitário na Universidade Rice.

## Faculdade
Boswell foi titular em seus três anos na Rice. Com 358 pontos na carreira, ele é o segundo na lista de todos os tempos de Rice atrás do ex-wide receiver da NFL, Jarett Dillard. Enquanto estava na Rice, Boswell era membro do Martel College.

## Carreira profissional

### Houston Texans
O Houston Texans assinou com Boswell em 10 de maio de 2014, para competir com o kicker titular Randy Bullock. No entanto, ele não teve bom desempenho e foi cortado em 29 de agosto. Ele foi re-contratado para o plantel de treinos em 23 de setembro de 2014.

### New York Giants
Em 7 de janeiro de 2015, Boswell assinou um contrato de reserva com o New York Giants. Em 16 de agosto de 2015, Boswell foi dispensado pelos Giants.

### Pittsburgh Steelers

#### Temporada de 2015
Boswell assinou com o Pittsburgh Steelers em 3 de outubro de 2015, tornando-se o quarto kicker em 2015.
Boswell fez sua estreia na NFL em 12 de outubro, acertando todos os seus três chutes para pontos extras e fazendo um field goal de 47 jardas em uma vitória no Monday Night Football contra o San Diego Chargers. Ele teve o maior field goal em seu jogo de estreia na história da equipe, superando o recorde de 46 jardas de Todd Peterson. Na semana seguinte, contra o Arizona Cardinals, Boswell acertou 4 de 4 field goals, incluindo chutes de 48, 49 e 51 jardas, o que lhe rendeu honras de Jogador da Semana da Equipes Especiais da AFC. Ele é o primeiro na história da equipe a fazer três fields gols de +47 jardas em um único jogo.
Em 8 de novembro, Boswell fez três field goals, incluindo o chute para vencer o jogo contra os Oakland Raiders. Nesse mesmo jogo, ele perdeu seu primeiro field goal.
Em 15 de novembro, Boswell acertou três field goals contra o Cleveland Browns. Seus 14 field goals estão empatados em quarto lugar entre os novatos na história do time, logo atrás de Jeff Reed (2002, 17). Em 20 de dezembro, Boswell acertou dois field goals contra o Denver Broncos. Ele empatou um recorde de franquia para mais jogos consecutivos marcando pelo menos 10 pontos, empatado com Gary Anderson (1985). Ele também passou Kris Brown em mais field goals acertados por um novato ou jogador de primeiro ano na história da franquia com 29. Ele também estabeleceu recordes de Steelers para kickers novatos com 113 pontos e percentual de field field de 90.6. Em 7 de janeiro de 2016, Boswell ganhou o Jogador do Mês da Equipes Especiais da AFC de dezembro.
Em 9 de janeiro de 2016, Boswell marcou quatro fields goals em uma vitória por 18-16 no AFC Wild Card contra o Cincinnati Bengals. Ele chutou com sucesso um field goal vencedor de 35 jardas com menos de 20 segundos restantes no jogo. Ele estabeleceu um recorde da NFL para a mais field goals por um jogador novato/primeiro ano em um jogo de playoff. Seus quatro fields goals empataram com a maior marca na história dos playoffs do Steelers (Gary Anderson, na Rodada do Wild Card de 1989). Ele também se tornou o kicker mais jovem a fazer quatro fields goals em um jogo de pós-temporada. 
Em 17 de janeiro de 2016, em uma derrota contra o Denver Broncos durante o Divisional Round dos playoffs, Boswell empatou um recorde de franquia com sete fields goals concluídos na pós-temporada.

#### Temporada de 2016
Em 18 de setembro, Boswell chutou um field goal de 49 jardas contra o Cincinnati Bengals. Em 23 de outubro, Boswell chutou três fields goals, mas perdeu dois contra o New England Patriots. Em 18 de dezembro, Boswell marcou seis fields goals, contra o Cincinnati Bengals. Ele é o primeiro kicker na história da NFL a converter pelo menos seis fields goals em um jogo e cinco para mais de 40 jardas. O último kicker a chutar cinco field goals de 40+ jardas no mesmo jogo foi Mason Crosby em 2015. Ele é o terceiro jogador do Pittsburgh Steeler a realizar o feito (Jeff Reed em 2002 e Gary Anderson duas vezes em 1988). 
Em 15 de janeiro de 2017, no playoff divisional, ele estabeleceu um recorde de playoffs, chutando 6 field goals que levaram o time a vencer o Kansas City Chiefs por 18-16, marcando todos os pontos do Steelers. Os quatro field goals marcados no primeiro tempo de Boswell também marcaram o recorde da equipe em playoffs.

#### Temporada de 2017
Em 2 de fevereiro de 2017, os Steelers assinaram com Boswell um contrato de direitos exclusivos de um ano. Na semana 7, ele chutou cinco field goals contra o Cincinnati Bengals. Boswell fez um field goal de 53 jardas com o tempo expirado na semana 12 para vencer o Green Bay Packers. Esse chute definiu o recorde de field goal mais longo no Heinz Field (53 jardas) em seus 17 anos de história. 
Na semana 13, Boswell converteu dois pontos extras e todas as três tentativas de field goal, incluindo um chute para vencer o jogo de 38 jardas, com o tempo expirando, em uma vitória por 23-20 sobre os Bengals, ganhando o Jogador da Semana da Equipes Especiais da AFC. Na semana seguinte, ele chutou quatro field goal, incluindo o chute da vitória, contra o Baltimore Ravens. 
Ao longo da temporada, Boswell marcou vários field goals nos últimos minutos, conquistando o status de "Killer B's" dos Steelers e um lugar na lista inicial do Pro Bowl. Ele terminou a temporada empatado em quarto lugar com Harrison Butker na lista de maiores pontuadores, com 142 pontos.

#### Temporada de 2018
Em 23 de agosto de 2018, os Steelers assinaram com Boswell um novo contrato de cinco anos, mantendo-o sob contrato até a temporada de 2022. Boswell foi posteriormente nomeado capitão ao lado de Ben Roethlisberger, Maurkice Pouncey e Cameron Heyward.